# Robert Woods (Schauspieler)

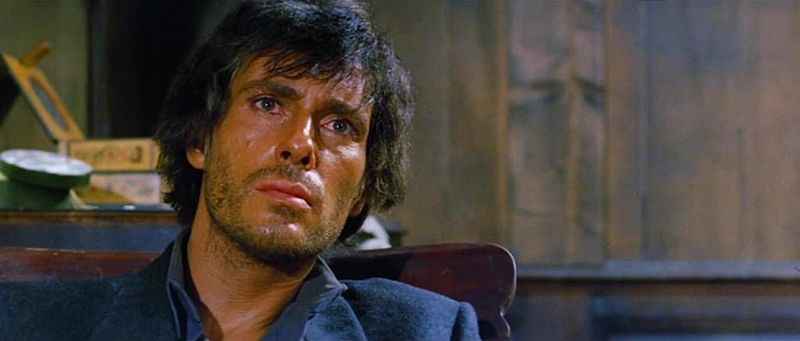
Robert Woods (1969)

Robert Woods (* 19. Juli 1936 in Colorado) ist ein US-amerikanischer Schauspieler.

## Leben
Robert Woods wuchs als Adoptivkind auf einer Ranch in der Nähe von Granby, Colorado auf. Kurz vor Beginn des Zweiten Weltkriegs zog die Familie nach Boulder. Im Alter von 16 Jahren brach er die High School ab und trampte durch Kalifornien. Danach trat er in die United States Navy ein, wo er zur Ausbildung in San Diego stationiert wurde. Im Anschluss an die Grundausbildung diente er auf dem Zerstörer Charles S. Sperry. Während seiner Dienstzeit bei der Navy holte er über den zweiten Bildungsweg des General Educational Development Test seinen High-School-Abschluss nach und machte danach ein Fernstudium. Nach seiner ehrenhaften Entlassung studierte er Anglistik an der San Diego State University. Daneben begann er bei Talentwettbewerben aufzutreten. Auf Anraten eines dortigen Schauspiellehrers wechselte er sein Studienfach und begann eine Schauspielausbildung.
Nach seinem Abschluss zog Woods in der Hoffnung auf eine Spielfilmkarriere nach Hollywood. Er konnte sich jedoch monatelang in keinem Casting behaupten, so dass er sich als Komparse versuchte. Er konnte ein Casting als Stuntdouble von George Hamilton für die Filmkomödie Dazu gehören zwei für sich entscheiden. Am Set des Films mit Connie Francis und Yvette Mimieux erhielt er zudem eine kleine Sprechrolle.   In den darauf folgenden Jahren hielt er sich mit verschiedenen Tätigkeiten, unter anderem bei Olivetti-Underwood, über Wasser. 1962 wurde ihm eine Rolle in Otto Premingers Der Kardinal angeboten; er sollte hierfür jedoch auf eigene Kosten nach Europa reisen, wo Teile des Filmes gedreht wurden. In Paris traf er zufällig auf Helmut Newton und wurde von diesem als Fotomodell unter Vertrag genommen. Daneben spielte er in einem englischsprachigen Theater, wo der spanische Filmproduzent Alfonso Balcázar auf ihn aufmerksam wurde und ihn unter Vertrag nahm. Beim Dreh des Westerns Die Gejagten der Sierra Nevada kam es jedoch zu Spannungen zwischen den beiden, worauf der ursprünglich für fünf Filme geschlossene Filmvertrag bereits nach dem ersten Film aufgelöst wurde. Woods suchte sich daraufhin einen Agenten und erhielt noch im selben Jahr eine Rolle im hochkarätig besetzten Kriegsfilm Die letzte Schlacht. Ab Mitte der 1960er spielte er in eine Vielzahl von Italowestern, Anfang der 1970er Jahre folgten auch einige Rollen in Horrorfilmen. Danach kehrte er in die Vereinigten Staaten zurück, wo er jedoch nicht an seine europäischen Erfolge anknüpfen konnte und nur noch wenige, kleinere Rollen spielte.
Gelegentlich steht er als Robert Wood in den Credits.

## Filmografie (Auswahl)
- 1965: Die Gejagten der Sierra Nevada (El ranch de los implacables)
- 1965: Die letzte Schlacht (Battle of the Bulge)
- 1965: Cuatro dólares de venganza
- 1965: Die Todesminen von Canyon City (¡Que viva Carrancho!)
- 1966: Die 7 Pistolen des McGregor (7 pistole per i MacGregor)
- 1966: Django – schwarzer Gott des Todes (Starblack)
- 1966: Jonny Madoc (Due once di piombo)
- 1967: Jonny Madoc rechnet ab (Pecos è qui: prega e muori)
- 1968: Auf die Knie, Django (Black Jack)
- 1968: Der blonde Tiger (Capitaine Singrid)
- 1968: Django spricht kein Vaterunser (Quel caldo maledetto giorno di fuoco)
- 1968: Mein Körper für ein Pokerspiel (The Belle Starr story)
- 1969: Die jungen Tiger von Hongkong
- 1968: Prega Dio… e scavati la fossa!
- 1969: La sfida dei MacKenna
- 1969: La taglia è tua… l’uomo l’ammazzo io
- 1970: Der größte aller Freibeuter (Il corsaro)
- 1971: Un colt por 4 cirios
- 1971: Django – Unerbittlich bis zum Tod (Il mio nome è Mallory… “M” come morte)
- 1971: Era Sam Wallash… lo chiamavano “Così Sia”
- 1972: Una colt in mano al diavolo
- 1972: Hai sbagliato… dovevi uccidermi subito!
- 1973: Zahl und stirb (Sei bounty killers per una strage)
- 1974: Jung, frech, frei! (La cognatina)
- 1975: Von Wölfen gehetzt (Zanna Bianca e il cacciatore solitario)
- 1975: Whisky und die Goldgräber (La spacconata)
- 1993: Head Hunter (Bounty Tracker)
- 1998: Scorpio One
- 2007: Most Wanted
- 2008: Dark Chocolate
- 2016: Independence Wars – Die Rückkehr (Interstellar Wars)
- 2020: The Inconsiderables: Last Exit Out of Hollywood
- 2023: Two Sinners and a Mule